# .td
.td is het achtervoegsel van domeinen van websites uit Tsjaad.